# Szilágy (dorp)
Szilágy is een plaats (község) en gemeente in het Hongaarse comitaat Baranya. Szilágy telt 326 inwoners (2001).